# Mîropil, Mala Vîska
Mîropil (în ucraineană Миропіль) este un sat în comuna Iakîmivka din raionul Mala Vîska, regiunea Kirovohrad, Ucraina.

## Demografie
Componența lingvistică a localității Mîropil
     Ucraineană (95,24%)
     Română (3,81%)
     Alte limbi (0,95%)
Conform recensământului din 2001, majoritatea populației localității Mîropil era vorbitoare de ucraineană (95,24%), existând în minoritate și vorbitori de română (3,81%).